# Hermann de Schildesche
 (octobre 2023).
Hermann von Schildesche, aussi Hermannus de Schildis, Schildicz ou H. de Westfalia (né le 8 septembre 1290 à Schildesche près de Bielefeld, mort le 8 juillet 1357 à Wurtzbourg) est un moine ermite de Saint Augustin et théologien allemand.

## Biographie
Hermann von Schildesche est le fils de Gertrud et Johannes. Il rejoint les ermites de Saint Augustin à Herford, où il accomplit également son noviciat.
Après avoir longtemps été lecteur dans les monastères augustins de Magdebourg (vers 1320), d'Erfurt (1324-1326) et de Herford (1328-1329), Hermann obtient une maîtrise en théologie à Paris en 1334. Vers la fin de ses études, il est ordonné prêtre. De 1337 à 1339, il est supérieur provincial de la province augustinienne de Thuringe-Saxonne. Avec son Tractatus contra haereticos negantes immunitatem et iurisdictionem sanctae ecclesiae, il défend la doctrine de l'Église et de la primauté contre les thèses du Défenseur de la paix de Marsile de Padoue. En 1338, il fait partie d'une ambassade de trois hommes envoyée par les évêques allemands à Avignon pour promouvoir la réconciliation entre le pape Benoît XII et l'empereur germanique Louis IV, mais sans succès. De 1340 jusqu'à sa mort, il est recruté à Wurtzbourg comme professeur de théologie, pour éduquer les prêtres et en même temps vicaire général et grand pénitentiaire de l'évêché. Il meurt avec une "réputation de sainteté" (fama sanctitatis).